# The Dancin' Fool
The Dancin' Fool é um filme de comédia mudo produzido nos Estados Unidos e lançado em 1920.